# Juan Carlos Ávalos
Juan Carlos Ávalos (Catamarca, 1916 - Córdoba, 1974) fue un médico y político argentino, intendente municipal de la ciudad de Córdoba entre 1973 y 1974.

## Datos biográficos

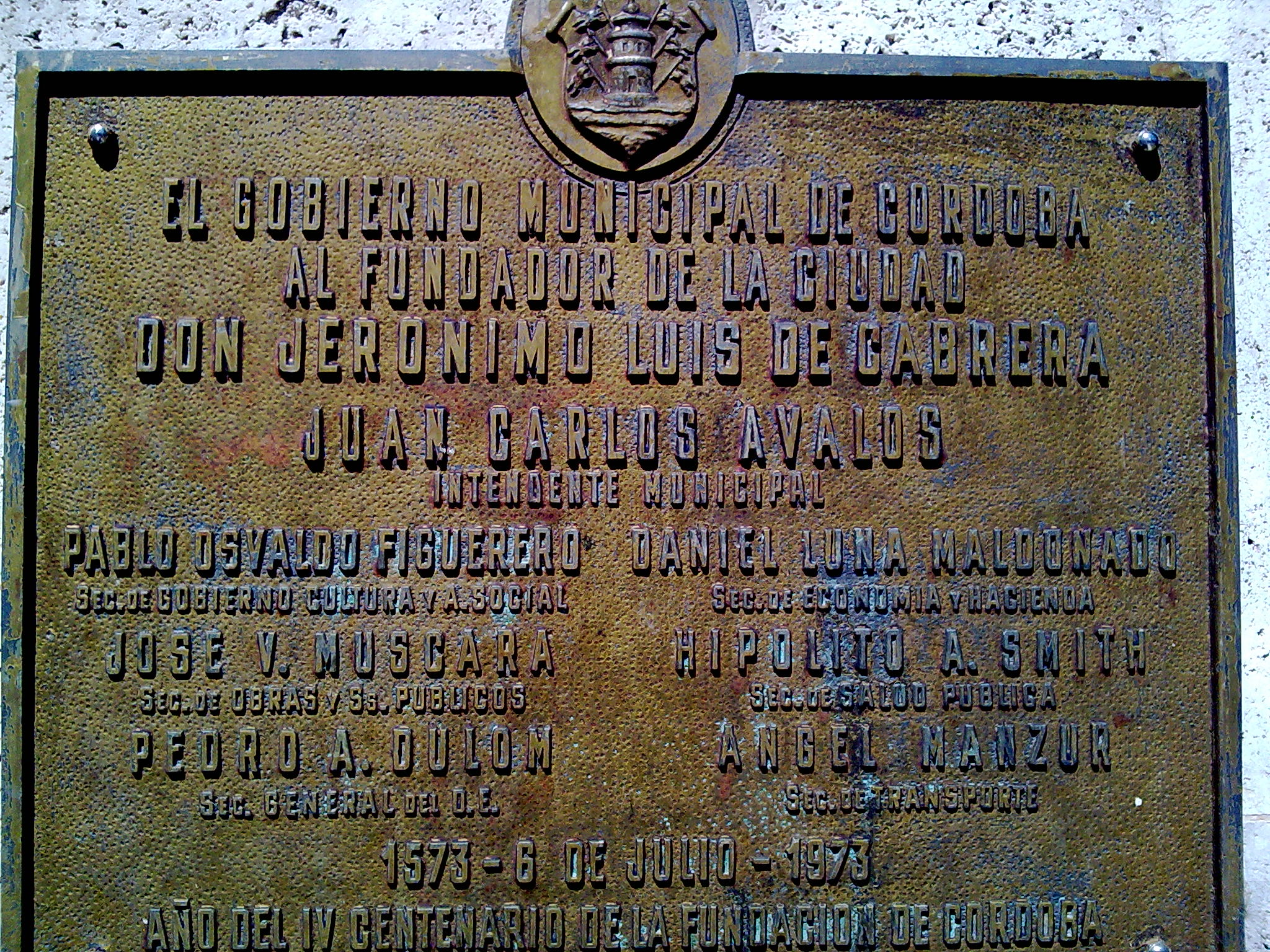
Placa conmemorativa del cuarto centenario de la ciudad de Córdoba, siendo intendente Ávalos.

Oriundo de la provincia de Catamarca, donde nació en 1916, se trasladó a Córdoba donde ejerció como maestro y obtuvo su título de médico en la Universidad Nacional de Córdoba. 
Desde 1947 participó en el Partido Peronista y tuvo una activa militancia sindical en Córdoba, de manera paralela a su trabajo como médico en distintos nosocomios de la ciudad.
Con la convocatoria a elecciones en 1973, los cuadros políticos cordobeses comenzaron a movilizarse. La dirigencia del justicialismo a nivel nacional impuso a Ávalos como candidato a intendente municipal de la ciudad de Córdoba, a pesar de no ser del total agrado del postulante a gobernador, Ricardo Obregón Cano.
El 11 de marzo de ese año Ávalos fue electo intendente, venciendo al postulante de la Unión Cívica Radical, Ángel Taleb, y a otros cinco candidatos. Asumió la intendencia el 25 de mayo, en representación del Frente Justicialista de Liberación. Lo acompañó el siguiente gabinete: Pablo Figuerero, como secretario de gobierno, cultura y acción social; José Muscara, como secretario de obras y servicios públicos; Pedro A. Dulom, como secretario general del departamento ejecutivo; Daniel Luna Maldonado, como secretario de economía y hacienda; Hipólito Smith, como secretario de salud pública; y Ángel Manzur, como secretario de transporte.
Durante su gobierno, se conmemoró el cuarto centenario de la fundación de la ciudad de Córdoba, el 6 de julio de 1973, con una austera ceremonia en la Plazoleta del Fundador. 
Dos cuestiones marcaron su paso por la intendencia: las problemáticas internas del peronismo entre la izquierda y la ortodoxia, y el conflicto con los choferes del transporte urbano de pasajeros. Esto último llevó a Ávalos a enfrentarse con el vicegobernador Atilio López, quien había sido delegado de la Unión Tranviarios Automotor (UTA).
Hacia finales de 1973, Ávalos sufrió graves problemas de salud y debió solicitar licencia. Quedó entonces a cargo de la intendencia el presidente del Concejo Deliberante, Miguel Flores, cercano al gobernador Obregón Cano. Flores ejerció interinamente el cargo hasta días después del llamado Navarrazo, cuando se vio forzado a renunciar. Fue designado el concejal José Domingo Coronel quien ocupó la presidencia del órgano deliberativo y la intendencia interina.
Poco después, aunque afectado en su salud, Ávalos reasumió la intendencia en el marco de una maniobra del peronismo ortodoxo, alejado tanto de Flores como de Coronel, para retener el control de la municipalidad.
Juan Carlos Ávalos falleció el 5 de septiembre de 1974, con lo cual Coronel volvió a encabezar el municipio de manera definitiva para completar el mandato, que sería interrumpido por el golpe de Estado de 1976.
Una calle en barrio Bajo General Paz de la ciudad lleva su nombre. Ávalos fue el primer peronista electo como intendente de Córdoba a través de elecciones, y ha sido el único en fallecer en ejercicio del cargo.